# Gazoryctra fuscoargenteus
Gazoryctra fuscoargenteus is een vlinder uit de familie van de wortelboorders (Hepialidae). De wetenschappelijke naam van de soort is voor het eerst geldig gepubliceerd door O. Bang-Haas in 1927.
De soort komt voor in Europa.